# Fresnoy-en-Chaussée
Fresnoy-en-Chaussée è un comune francese di 108 abitanti situato nel dipartimento della Somme nella regione dell'Alta Francia.

## Società

### Evoluzione demografica
Abitanti censiti